# ژن تحریک‌شونده توسط اینترفرون
ژن تحریک‌شونده توسط اینترفرون (انگلیسی: Interferon-stimulated gene) یا به اختصار «ISG»، به ژنی می‌گویند که بیان آن توسط اینترفرون تحریک شده باشد. محصولات پروتئینی یک چنین ژنی، در کنترل عفونت‌های بیماری‌زا دخالت دارند.
ISGها به سه زیرگروه تقسیم می‌شوند:
- نوع ۱: توسط اینترفرون‌های آلفا و بتا تحریک می‌شوند.
- نوع ۲: توسط اینترفرون گاما تحریک می‌شود.
- نوع ۳: توسط اینترفرون لامبدا تحریک می‌شود.